# Modletice
Modletice jsou obec v okrese Praha-východ ve Středočeském kraji. Leží mezi Říčany a Jesenicí u Prahy, respektive Průhonicemi a Velkými Popovicemi. Žije zde 595 obyvatel.

## Název
Název vesnice je odvozen z osobního jména Modlata ve významu ves lidí Modlatových. V historických pramenech se jméno vsi objevuje ve tvarech: de Modleticz (1336), v Modlticích (1472) a Modleticze (1654). Z názvu vsi byly odvozeny také lidové tvary modleckej a Modleťák.

## Historie
První písemná zmínka o vesnici pochází z roku 1336, kdy se psalo o svědkovi u průhonického soudu, který se jmenoval Šimon z Modletic.

## Obyvatelstvo
| Rok            | 1869 | 1880 | 1890 | 1900 | 1910 | 1921 | 1930 | 1950 | 1961 | 1970 | 1980 | 1991 | 2001 | 2011 | 2021 |
| -------------- | ---- | ---- | ---- | ---- | ---- | ---- | ---- | ---- | ---- | ---- | ---- | ---- | ---- | ---- | ---- |
| Počet obyvatel | 274  | 255  | 247  | 264  | 264  | 254  | 226  | 161  | 153  | 153  | 236  | 360  | 361  | 583  | 545  |
| Počet domů     | 38   | 34   | 40   | 38   | 39   | 39   | 40   | 42   | 33   | 42   | 43   | 58   | 63   | 90   | 91   |

## Obecní správa

### Územněsprávní začlenění
Dějiny územněsprávního začleňování zahrnují období od roku 1850 do současnosti. V chronologickém přehledu je uvedena územně administrativní příslušnost obce v roce, kdy ke změně došlo:
- 1850 země česká, kraj Praha, politický okres Jílové, soudní okres Říčany[7]
- 1855 země česká, kraj Praha, soudní okres Říčany[7]
- 1868 země česká, politický okres Český Brod, soudní okres Říčany[7]
- 1898 země česká, politický okres Žižkov, soudní okres Říčany[8]
- 1921 země česká, politický okres Žižkov sídlo Říčany, soudní okres Říčany[9]
- 1925 země česká, politický i soudní okres Říčany[10]
- 1939 země česká, Oberlandrat Praha, politický i soudní okres Říčany[11]
- 1942 země česká, Oberlandrat Praha, politický okres Praha-venkov-jih, soudní okres Říčany[12]
- 1945 země česká, správní i soudní okres Říčany[13]
- 1949 Pražský kraj, okres Říčany[14]
- 1960 Středočeský kraj, okres Praha-východ, obec Dobřejovice[15]
- k 24. listopadu 1990 Středočeský kraj, okres Praha-východ[16]

### Obecní symboly
Znak a vlajka byly obci uděleny rozhodnutím předsedy Poslanecké sněmovny Parlamentu České republiky dne 4. března 2014.

## Společnost
V obci Modletice (300 obyvatel) byly v roce 1932 evidovány tyto živnosti a obchody: 2 hostince, krejčí, obchod se smíšeným zbožím, 2 trafiky, velkostatek Mendl.
V roce 1951 bylo v obci založeno JZD. V roce 1961 bylo sloučeno s okolními JZD Dobřejovice, Popovičky, Chomutovice, Doubravice a Nebřenice v jedno velké „JZD Rudá hvězda” se sídlem v Modleticích. V roce 1976 byla připojena „JZD Družba” Kamenice a „JZD Jaro” Petříkov (původně Radimovice). V roce 1979 zahrnovalo „JZD Rudá hvězda” o rozloze o 70 km² 32 osad a obcí s výměrou 4 056 ha, v letech 1959-1989 v čele s angažovaným komunistou Ing. Rudolfem Jindrákem, členem ÚV KSČ.
Zámek v Modleticích využívaly Státní statky, které zde v roce 1986 vystavěly pomocné budovy. Od roku 1995 je zámek součástí výrobního areálu Zámecké výrobny uzenin. Část výroby probíhá v objektu zámku, kde jsou i skladové prostory. Obzvláště odvrácené jižní průčelí zámku je poznamenáno průmyslovou výrobou.
V Modleticích je od roku 1997 sídlo a centrální sklad maloobchodní firmy BILLA.

## Doprava
Na území obce zasahuje dálnice D1, část křižovatky s Pražským okruhem a exit Modletice na dálnici D1. Dále tudy prochází silnice II/101 v úseku Říčany–Jesenice. Silnice III. třídy:
- III/00311 Dobřejovice–Modletice
- III/00318 Herink – Modletice – II/101
- III/00320 Modletice–Popovičky
- III/00325 II/101 – Jažlovice

Železniční trať ani stanice na území obce nejsou. Příměstské autobusové linky projíždějící obcí vedly v roce 2025 do těchto cílů: Praha-Opatov, Velké Popovice, Jesenice a Říčany. 
(Na linkách 328 a 363 je dopravcem ČSAD POLKOST, kterému zde poskytuje subdodávky dopravce Stenbus, na lince 765 je dopravcem ČSAD Střední Čechy, kterému subdodavá Arriva City a linku 397 provozuje Dopravní podnik hl. m. Prahy).

## Spolky
- Divadlo vod studny – spolek ochotnických divadelníků
- Kapela pod altánem – modletická kapela
- Sbor dobrovolných hasičů Modletice
- Modletice sobě – spolek, který pořádá Modletické zvonění, hudební festival, který byl prvně pořádán v roce 2010
- Rybářský spolek Modletice – spolek, který byl založen v roce 2016

## Pamětihodnosti
- Socha svatého Jana Nepomuckého z roku 1806
- Barokní zámek z roku 1777

## Galerie

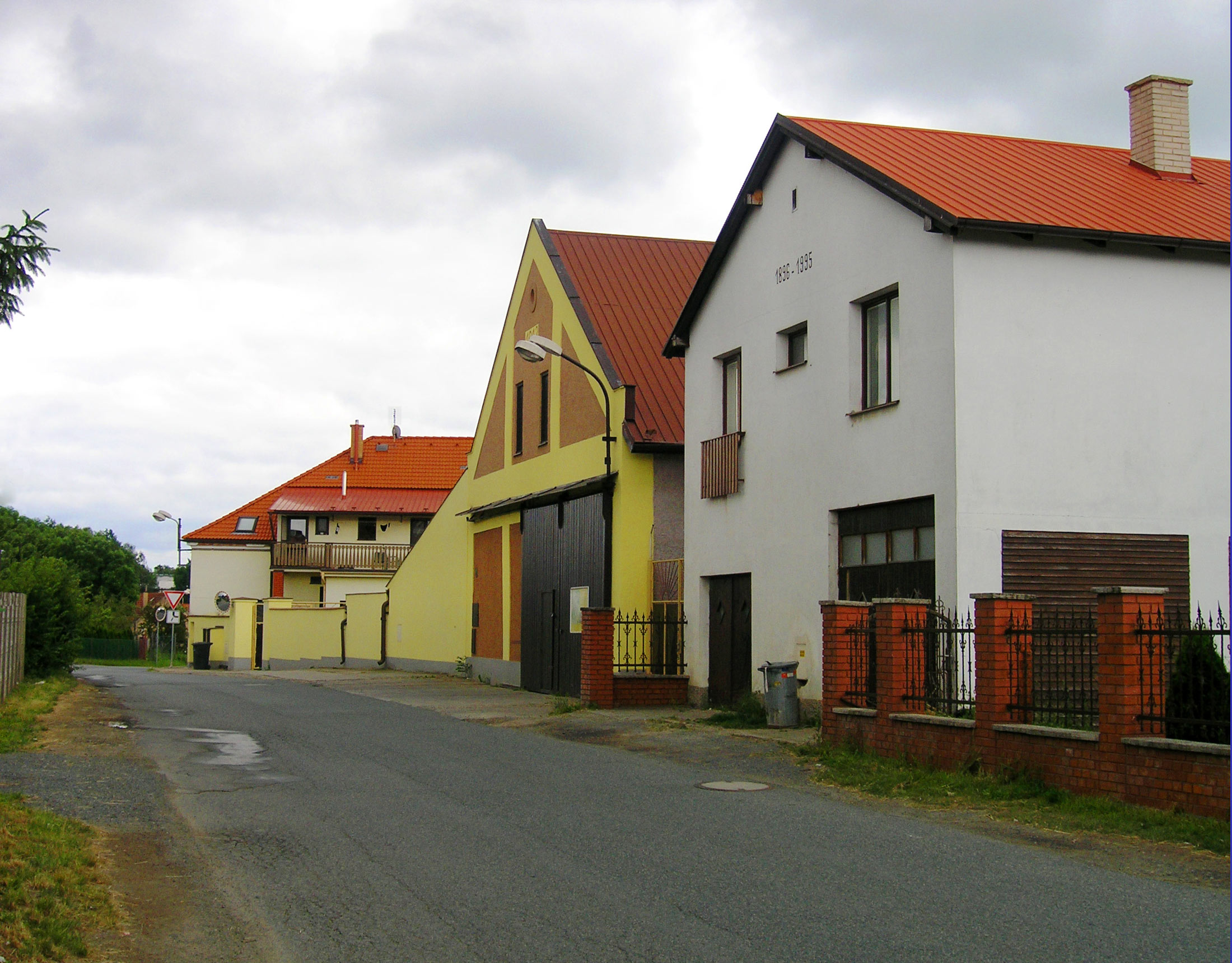
Bývalý statek
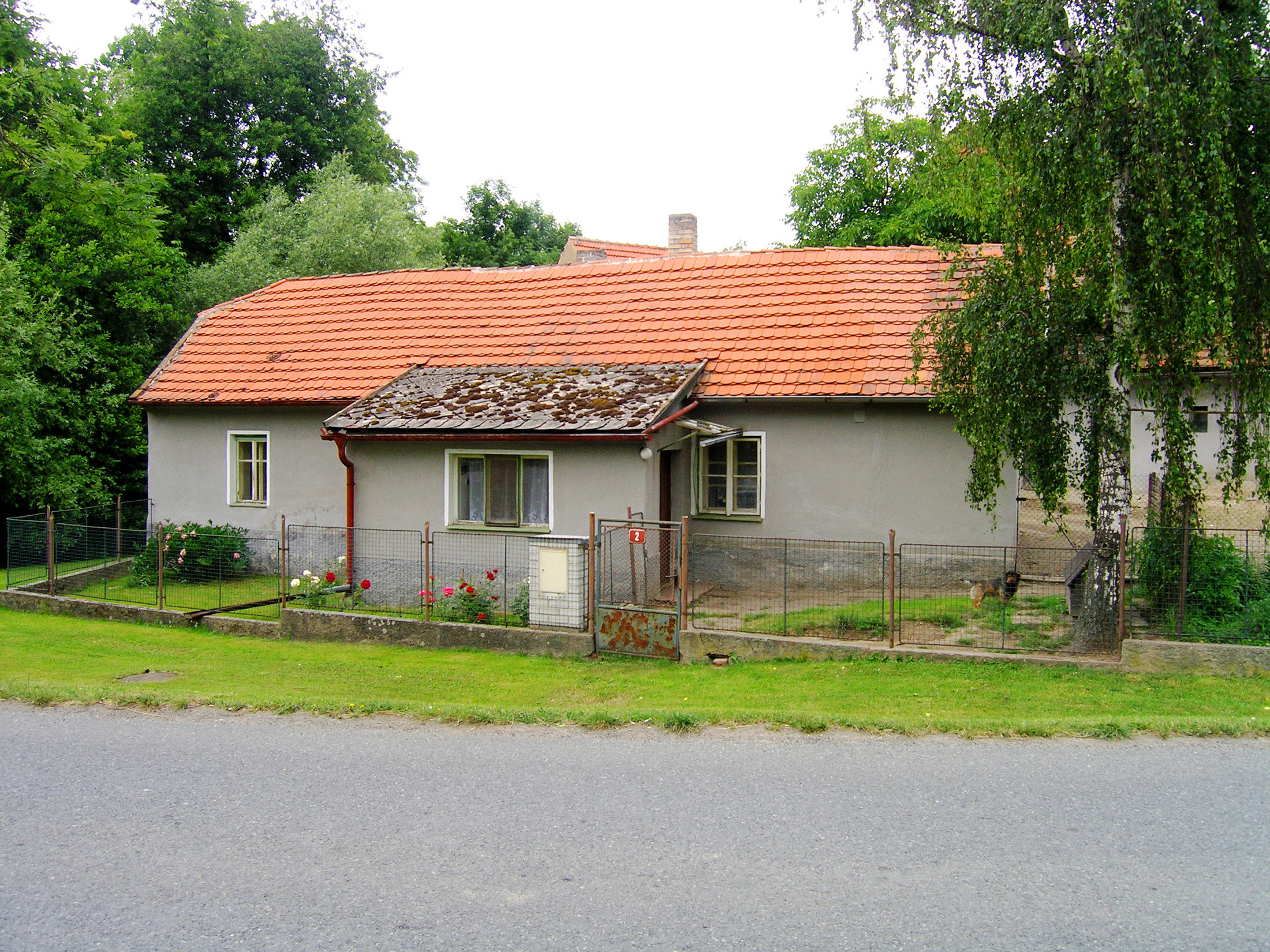
Domek na návsi
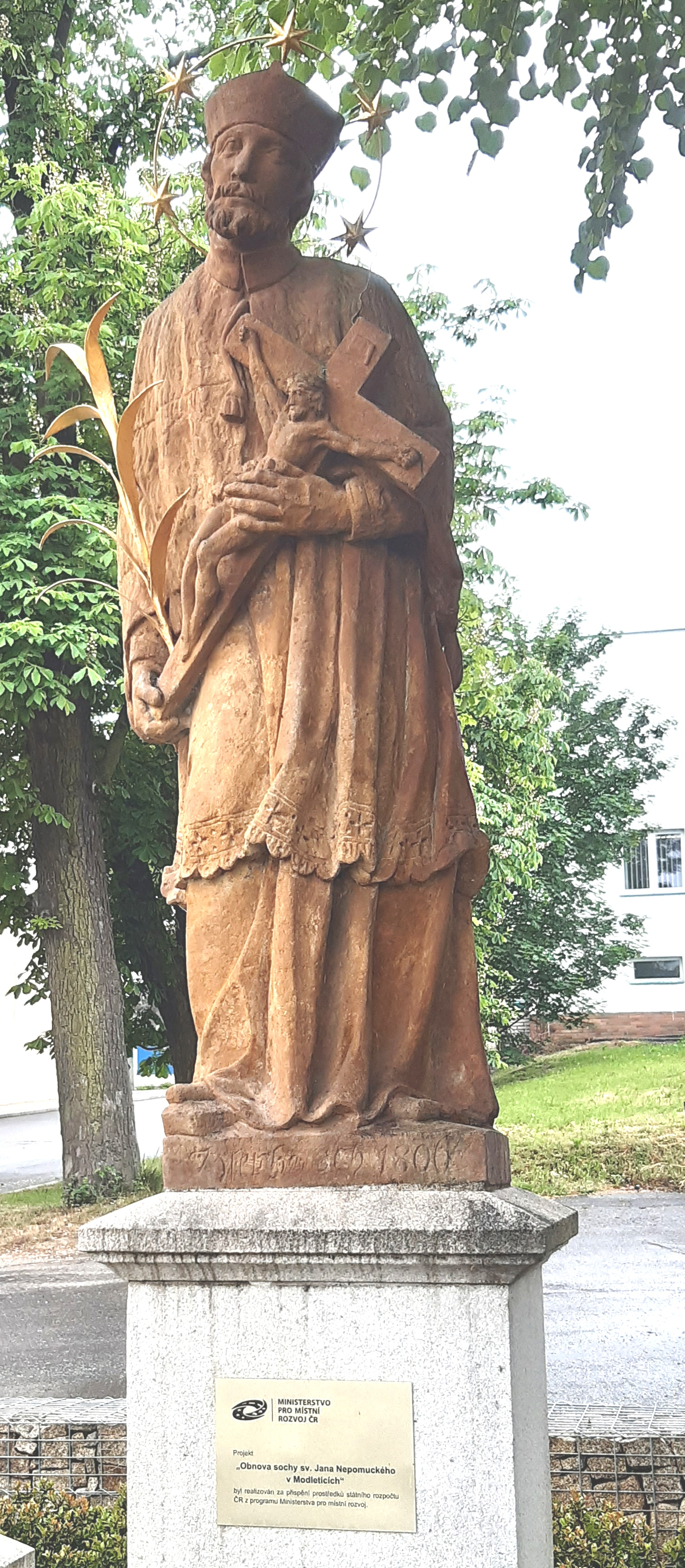
Socha svatého Jana Nepomuckého
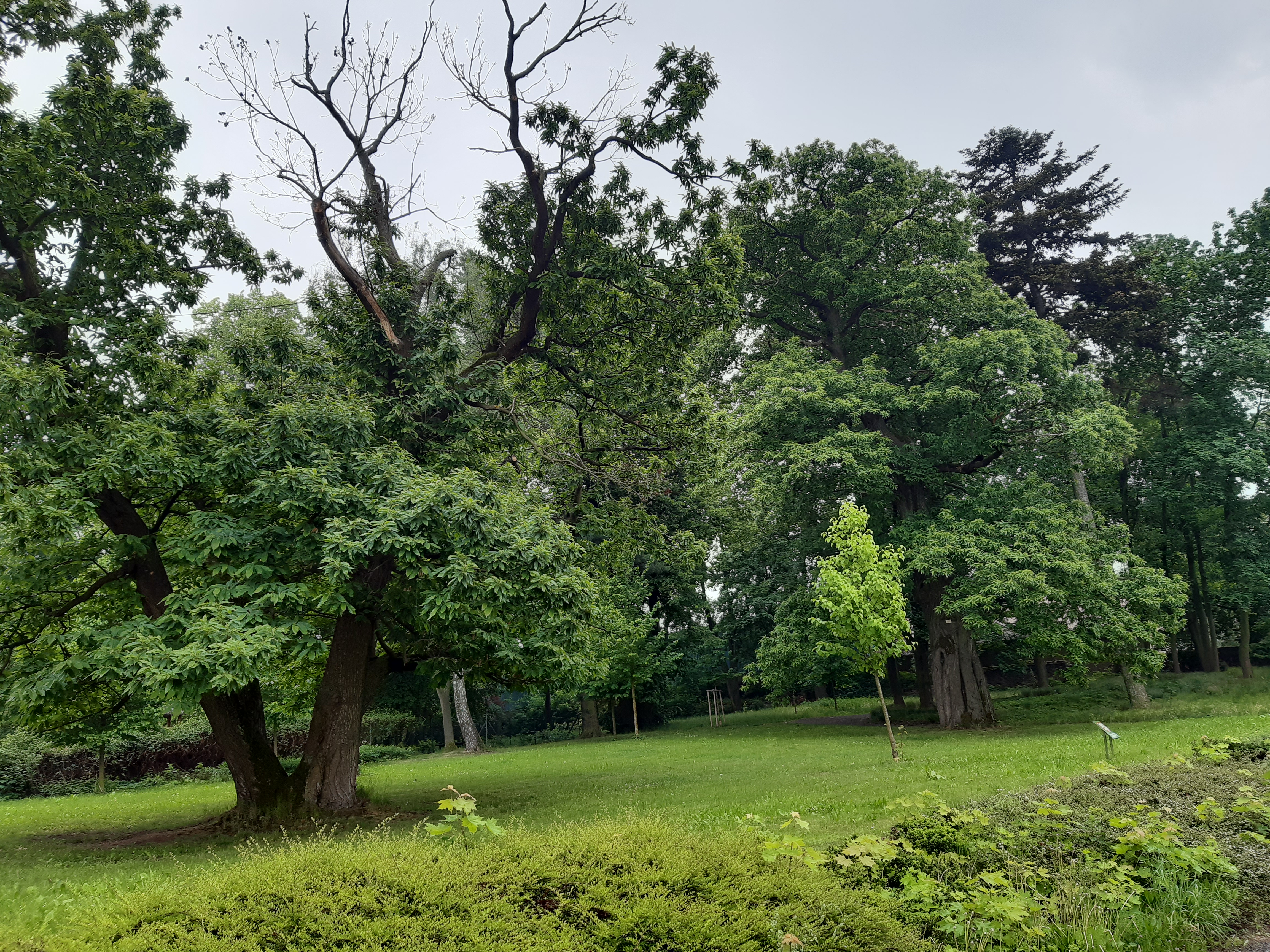
Dva památné stromy (kaštanovníky) v zámeckém parku